# Parole
『Parole』（パロール）は、sajou no hanaの楽曲。sajou no hanaの3枚目のシングルとして、2019年7月31日にワーナー・ブラザース・ホームエンターテイメントから発売された。

## 概要
sajou no hanaのシングル曲としては『メモセピア/グレイ』以来4カ月ぶりのリリースとなった。表題曲はテレビアニメ『とある科学の一方通行』のエンディングテーマに使用された。

## 収録内容
| 全編曲: キタニタツヤ。 |                                                                    |              |      |
| #                      | タイトル                                                           | 作詞・作曲   | 時間 |
| 1.                     | 「Parole」(テレビアニメ『とある科学の一方通行』エンディングテーマ) | 渡辺翔       | 3:32 |
| 2.                     | 「Hedgehog」                                                       | キタニタツヤ | 3:03 |
| 3.                     | 「ex」                                                             | 渡辺翔       | 3:55 |